# Alma Redemptoris Mater

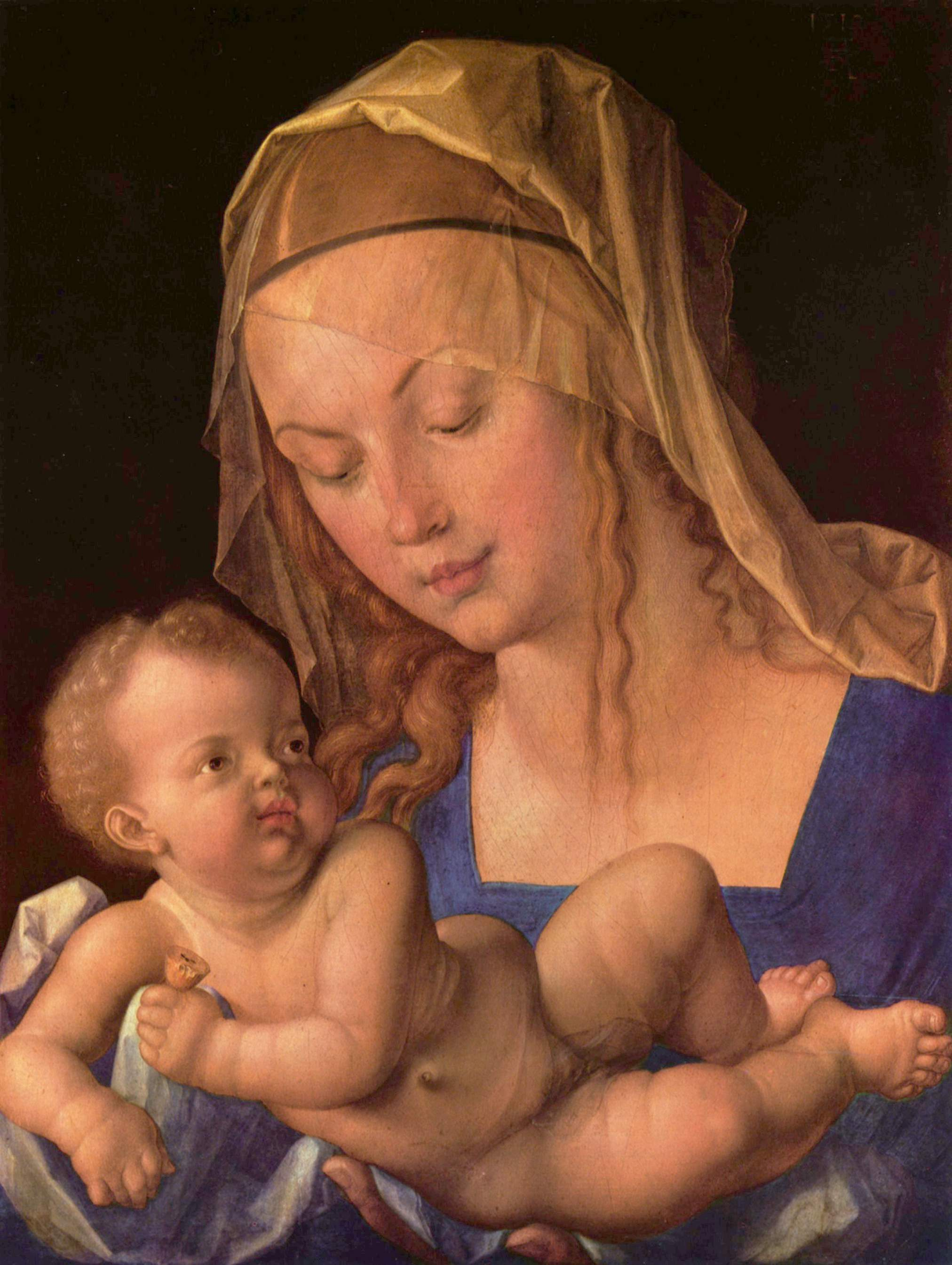
Albrecht Dürer - Virgem Maria e o Menino Jesus

Alma Redemptoris Mater (Mãe Amorosa do nosso Redentor) é um hino mariano, escrito em hexâmetro latino, e uma das quatro antífonas marianas litúrgicas sazonais cantadas no final do ofício das Completas. As outras três são Ave Regina Caelorum, Regina Caeli e Salve Regina.
A figura da Virgem Maria como a Mãe do Redentor tem um lugar bem preciso no plano da salvação,  como afirma a Carta Encíclica Redemptoris Mater de São João Paulo II.

## Texto Latino
Alma Redemptóris Mater, quæ pérvia cæli

Porta manes, et stella maris, succúrre cadénti,

Súrgere qui curat pópulo: tu quæ genuísti,

Natúra miránte, tuum sanctum Genitórem

Virgo prius ac postérius, Gabriélis ab ore

Sumens illud Ave, peccatórum miserére.

## Tradução em Língua Portuguesa
Santa Mãe do Redentor

Que és acesso e porta do céu

E estrela do mar

Socorre ao povo caído

Que quer se levantar

Tu que gerastes

Por meio de uma natureza admirável

Teu santo Genitor (criador)

Virgem antes e depois

Da boca de Gabriel

Recebendo aquele Ave

Tem misericórdia dos pecadores